# Jan Peerce
Jan Peerce, właściwie Joshua Perelmuth (ur. 3 czerwca 1904 w Nowym Jorku, zm. 15 grudnia 1984 w New Rochelle) – amerykański tenor operowy.

## Życiorys
Urodził się w rodzinie żydowskiej jako Joshua Pinkus Perelmuth. Jego rodzice, Louis i Henya Perelmuth pochodzili z Horodecu, dawniej w Polsce, obecnie na Białorusi. Wyemigrowali do Stanów Zjednoczonych w 1903. Joshua Pinkus urodził się 3 czerwca 1904 w Nowym Jorku jako trzecie dziecko Perelmuthów. Jego starsze rodzeństwo zmarło przedwcześnie - siostra podczas epidemii, brat w wypadku. Perelmuth uczęszczał do DeWitt Clinton High School, a następnie studiował na Columbia University. Za namową matki, uczył się gry na skrzypcach. Debiutował na scenie pod pseudonimem Jack "Pinky" Pearl.
Naukę śpiewu pobierał w Nowym Jorku u Giuseppe Boghettiego, tenora i nauczyciela śpiewu. W 1932 został solistą w nowojorskiej Radio City Music Hall i przyjął pseudonim John Pierce, wkrótce zmieniony na Jan Peerce. W kolejnych latach występował m.in. w NBC Symphony Orchestra, Philadelphia La Scala Opera Company, Metropolitan Opera, Teatrze Bolszoj oraz na Broadwayu. Posiada swoją gwiazdę na Hollywoodzkiej Alei Gwiazd.
Był żonaty z Alice Kalmanovitz (1907−1994). Ich syn, Larry Peerce (ur. 1930) jest reżyserem filmowym. Jan Peerce zmarł 15 grudnia 1984, został pochowany na cmentarzu Mount Eden w Valhalli.